# Kanton Pervenchères
Der Kanton Pervenchères war von 1801 bis 2015 ein französischer Wahlkreis im Arrondissement Mortagne-au-Perche, im Département Orne und in der Region Basse-Normandie; sein Hauptort war Pervenchères. Der Kanton war 188,66 km² groß und hatte (1999) 3.575 Einwohner, was einer Bevölkerungsdichte von 19 Einwohnern pro km² entsprach. Er lag im Mittel auf 172 Meter über dem Meeresspiegel, zwischen 93 m in Suré und 238 m in Eperrais. 

## Gemeinden
Der Kanton bestand aus 14 Gemeinden:
| Gemeinde                | Einwohner Jahr | Fläche km² | Bevölkerungsdichte | Code INSEE | Postleitzahl |
| ----------------------- | -------------- | ---------- | ------------------ | ---------- | ------------ |
| Barville                | 194 (2013)     | –          | – Einw./km²        | 61026      | 61170        |
| Bellavilliers           | 147 (2013)     | –          | – Einw./km²        | 61037      | 61360        |
| Coulimer                | 294 (2013)     | –          | – Einw./km²        | 61121      | 61360        |
| Eperrais                | 114 (2013)     | –          | – Einw./km²        | 61154      | 61400        |
| Montgaudry              | 90 (2013)      | –          | – Einw./km²        | 61286      | 61360        |
| Parfondeval             | 113 (2013)     | –          | – Einw./km²        | 61322      | 61400        |
| La Perrière             | 259 (2013)     | –          | – Einw./km²        | 61325      | 61360        |
| Pervenchères            | 340 (2013)     | –          | – Einw./km²        | 61327      | 61360        |
| Le Pin-la-Garenne       | 743 (2013)     | –          | – Einw./km²        | 61329      | 61400        |
| Saint-Jouin-de-Blavou   | 309 (2013)     | –          | – Einw./km²        | 61411      | 61360        |
| Saint-Julien-sur-Sarthe | 683 (2013)     | –          | – Einw./km²        | 61412      | 61170        |
| Saint-Quentin-de-Blavou | 74 (2013)      | –          | – Einw./km²        | 61450      | 61360        |
| Suré                    | 267 (2013)     | –          | – Einw./km²        | 61476      | 61360        |
| Vidai                   | 74 (2013)      | –          | – Einw./km²        | 61502      | 61360        |

## Bevölkerungsentwicklung
| 1962 | 1968 | 1975 | 1982 | 1990 | 1999 | 2006 |
| ---- | ---- | ---- | ---- | ---- | ---- | ---- |
| 4227 | 4536 | 3901 | 3653 | 3566 | 3575 | 3642 |